# 法然院
法然院（日语：／ Hōnen'in）是位于日本京都府京都市左京区鹿谷的净土宗寺院。于昭和28年（1953年）自净土宗系统独立，成为單立宗教法人。正式名称为「善気山法然院萬無教寺」，不过「法然院」之名仍在沿用且成为通称。另有别称「本山獅子谷法然院」。

## 历史
寺庙起源于镰仓时代，最初为法然及其弟子们共行修行时所用草庵。
进入江户时代后，知恩院第38世万无和尚于延宝8年（1680年）发愿欲在法然上人有緣之地建立念佛道场，其时，其门下弟子忍澂和尚奠定了现有伽蓝之基础。
现任贯主为第31世梶田真章（1984年就任）。

## 境内
寺内俭朴幽静，山门外墓地葬有多位知名人士，包括内藤湖南、河上肇、谷崎润一郎、九鬼周造等。因临近知名观光地带哲学之道及京都大学，前往参拜的游客与学者均络绎不绝。
本堂安置的佛像本尊为阿弥陀如来、法然上人立像等。此外，方丈内放置的狩野光信亲笔真品已被认定为重要文化財。寺庙境内的「善气水」也非常有名。

## 文化财

### 重要文化财
- 壁画等
  - 金地着色桐及竹子图（方丈上之间）床间贴付3面、襖4面
  - 金地着色若松图（方丈上之間）壁贴付3面
  - 金地着色槇及海棠图（方丈次之間）襖4面
  - 附:金地着色松图 二曲屏风一双

## 脚注
1. ↑  本山獅子谷法然院 - ゆうちょ銀行の振替口座の加入者名は、「本山獅子谷法然院」である。

## 關連項目
- 無量光寺 - 模仿本院建立的寺院
- 日本の寺院一覧